# Sverigedemokraterna
Sverigedemokraterna (kurz SD, deutsch: Die Schwedendemokraten) sind eine 1988 gegründete nationalistische und eigenen Aussagen zufolge sozialkonservative Partei in Schweden. Parteivorsitzender ist seit 2005 Jimmie Åkesson, sein Vorgänger war ab 1995 Mikael Jansson. Seit der Parlamentswahl 2010 sind die SD im schwedischen Reichstag vertreten.

## Geschichte

Parteilogo bis 2013

Die Wurzeln der SD liegen in der rassistischen und rechtsextremistischen Bewegung Bevara Sverige Svenskt (deutsch etwa: „Schweden soll schwedisch bleiben“), die sich 1986 mit der Framstegsparti (deutsch „Fortschrittspartei“) zur Sverigepartiet (deutsch „Schwedenpartei“) zusammenschloss. An ihrer Spitze stand zunächst Stefan Herrmann, der ehemalige Vorsitzende der Framstegspartiet, der aber im Oktober 1987 aus der Sverigepartiet ausgeschlossen wurde. Daraufhin riefen Herrmann und seine Anhänger erneut die Framstegspartiet ins Leben, während sich der Rest der Sverigepartiet 1988 als Sverigedemokraterna ebenfalls neu gründete.
1995 kam es mit der Wahl von Mikael Jansson zum neuen Parteivorsitzenden dann jedoch zu einer fundamentalen Neuausrichtung der Schwedendemokraten: Anders als die bis dato führenden Köpfe der Partei waren Jansson, dessen politische Sozialisierung ihren Ursprung in der Centerpartiet fand, in seiner Biographie keine Verbindungen zu einschlägig rechtsextremen Organisationen nachzuweisen. Seine Gesinnung orientierte sich eher am österreichischen Rechtspopulismus à la Jörg Haider, vom klassischen Rechtsextremismus grenzte er sich hingegen offiziell ab. Infolge Janssons Modernisierungskurses veränderte sich die Parteistruktur und damit das Image der Sverigedemokraterna von Grund auf: der Anteil der vorbestraften Funktionäre sank in den darauffolgenden Jahren um fast 25 %, der Anteil der Funktionäre mit neonazistischer Vergangenheit sogar um mehr als 60 %.
Im Herbst 2010 gab die SD an, sie habe etwa 5000 Mitglieder. Die SD gründete 1998 eine Jugendorganisation namens Sverigedemokratisk Ungdom (SDU) (deutsch Schwedendemokratische Jugend). Im September 2015 sagte sich die SD offiziell von der SDU los, nachdem eine neugewählte SDU-Vorsitzende Positionen vertreten hatte, die konträr zur Erneuerungslinie der Mutterpartei waren. Letztere sollte die SD von den rassistischen und rechtsextremistischen Wurzeln wegführen. Die SD kündigte die Gründung einer neuen Jugendorganisation an.
Es gibt eine Parteizeitung namens SD-Kuriren (SD-Kurier) sowie eine täglich erscheinende Webzeitung Samtiden.
Mehrere Zeitungen in Schweden lehnten vor der Reichstagswahl 2010 Anzeigengesuche der SD ab; die SD beklagte dies. Dagens Nyheter und Svenska Dagbladet hoben ihren Boykott auf; die Boulevardzeitung Expressen setzte ihn noch eine Weile fort.
Die Parteifarben sind Blau und Gelb, die Farben der Flagge Schwedens.

## Politische Einordnung

### Politische Inhalte
Hauptthemen der SD waren im Wahlkampf 2010 die Integrations-, Zuwanderungs-, Wirtschafts- und Familienpolitik.
Die SD wollte Steuern senken, den Einfluss der Politik auf die Wirtschaft begrenzen sowie kleine und mittelständische Unternehmen stärken. Durch eine rigidere Asyl- und Einwanderungspolitik könne man Kosten, „die das multikulturelle Gesellschaftsexperiment verschlingt“, einsparen. So seien Steuersenkungen möglich, ohne Sozialleistungen kürzen zu müssen. Die traditionelle Familie (Mann, Frau und Kinder) sei besser als die gleichgeschlechtliche Ehe; Letztere solle abgeschafft werden. Homosexuelle Paare sollten nicht das Recht haben, Kinder zu adoptieren, und nur eine Eingetragene Partnerschaft solle ermöglicht werden.
Die bisherige Einwanderungs- und Integrationspolitik sei gescheitert. Die SD sei die einzige Partei, die dies offen auszusprechen wage. Die Einwanderung habe soziale und ökonomische Probleme hervorgerufen, die es zu lösen gelte: „Eine homogene Gesellschaft hat bessere Voraussetzungen, eine friedliche und demokratische Entwicklung zu nehmen, als eine heterogene.“ Die SD befürwortete deshalb eine strikte Beschränkung der Einwanderung sowie die Ausweisung größerer Gruppen von Ausländern. Sie berief sich dabei auf das UN-Flüchtlingswerk UNHCR, dem zufolge das ideale Ende eines Asylverfahrens die Rückkehr in das Heimatland sei.
„Traditionelle schwedische Werte“ und die schwedische Kultur seien durch Einwanderung, eine (aus Sicht der SD stattfindende) Islamisierung, Globalisierung und „kulturellen US-Imperialismus“ bedroht. Die SD lehne supranationale Einheiten wie die Europäische Union ab und befürworte stattdessen die Zusammenarbeit zwischen einzelnen Staaten, vor allem zwischen den nordischen Ländern. Die SD lehne eine eventuelle EU-Mitgliedschaft der Türkei ab.
Die SD sprach sich 2015 dafür aus, die Strafen für Verbrechen zu verschärfen und ein öffentliches Register einzuführen, in dem wegen sexuellen Kindesmissbrauchs Verurteilte aufgelistet sind.
Mittlerweile bekennt sich die SD offiziell zum Klimaschutz und zum Pariser Abkommen und stimmte im Frühjahr 2022 im Klimaausschuss des Reichstags dem Ziel zu, selbst die konsumbasierten Emissionen im Ausland bis 2045 auf netto-null zu senken.
Bei der Wahl zum Europaparlament 2014 war die SD noch mit der Forderung angetreten, Schweden solle die EU verlassen. Im Februar 2019 beschloss der SD-Parteivorstand (angesichts der beim Brexit bekanntgewordenen Nachteile eines EU-Austritts), dies nicht mehr zu fordern. Der Vorsitzende Jimmie Åkesson äußerte aber, die SD wolle sich auch weiterhin als EU-kritischste Partei positionieren. Laut Radio Schweden plante die SD, im Europaparlament mit den nationalistischen Parteien anderer Länder zusammenzuarbeiten, um die EU von innen zu reformieren.

### Medien- und Politikwissenschaft
Die SD beschrieb sich selbst als „national“ und gab an, jede Form von Rassismus abzulehnen. Diverse schwedische Medien und Politikwissenschaftler stuften sie als fremden- und einwanderungsfeindlich ein.

### Verbindungen zu anderen Gruppierungen
Der Parlamentarier Kent Ekeroth war zeitweise Vorstandsmitglied der 2017 aufgelösten Europapartei Europäische Allianz für Freiheit (EAF), an der auch Mitglieder der Front National, der Freiheitlichen Partei Österreichs (FPÖ) sowie des Vlaams Belang beteiligt waren. Die Jugendorganisation SDU beteiligte sich an der Gründung der EAF-Jugendorganisation Young European Alliance for Hope (YEAH). Nach der Europawahl 2014 distanzierten sich die neu gewählten Europaparlamentarier und der Parteivorstand jedoch von der EAF. Die Parlamentarier traten der Fraktion Europa der Freiheit und der direkten Demokratie bei, die damals von der UK Independence Party und der MoVimento 5 Stelle dominiert wurde. Die SDU beendete die Mitarbeit in YEAH.
2009 wurde die SD von einem Mann namens Alan Lake beraten, der als einer der Strategen der islamfeindlichen English Defence League (EDL) galt. Die EDL soll auch Kontakte zur rechtsextremen British National Party gehabt haben.

### Wähler und Image
Die SD findet vor allem in Südschweden, besonders in der Provinz Skåne, Zuspruch und erreichte dort früher als in anderen Provinzen zweistellige Wahlergebnisse. Sie spricht vor allem junge und männliche Wähler an. Bereits Ende der 1990er Jahre, unter dem Parteivorsitzenden Mikael Jansson, versuchte die Partei, sich vom rechtsextremen Milieu zu lösen und seriöser und bürgerlicher zu wirken. Åkesson führte diese Strategie u. a. im Wahlkampf 2006 fort und richtete die SD am Vorbild der österreichischen FPÖ aus.

### Parteieigene Trollfabrik
2024 wurde bekannt, dass die Schwedendemokraten eine eigene Trollfabrik unterhalten, die linke Oppositionspolitiker diffamierten, teils auch mit KI-generierten Filmen. Auch Politiker der drei konservativ-liberalen Koalitionsparteien der Regierung, die von den Schwedendemokraten geduldet wurde, wurden immer wieder angegriffen.

## Wahlen

Wahlergebnis bei der Wahl zum schwedischen Reichstag 2010 nach Gemeinden

### Wahlen 1994 bis 2002
Bei den Kommunalwahlen 1994 erreichte die SD Mandate in drei Gemeinderäten, 2002 in 30 Gemeinden. Bei der Reichstagswahl 2002 bekamen sie 1,4 % der Stimmen, etwa viermal so viel wie bei der Wahl zuvor.

### Reichstagswahl und Kommunalwahlen 2006
Die SD bekam bei der Wahl zum schwedischen Reichstag 2006 2,93 % der Stimmen und verfehlte damit die Vierprozenthürde für den Einzug in den Reichstag. In den südschwedischen Provinzen Skåne län und Blekinge län sowie in einigen Teilen der anderen schwedischen Provinzen erhielt sie über vier Prozent der Stimmen.
Bei der Gemeinderatswahl 2006 in der Gemeinde Landskrona erreichte die SD mit 22,26 % ihr bestes Ergebnis. Auf nationaler Ebene erreichte die SD in Bjuv mit 10,30 % das beste Ergebnis. Insgesamt kam die SD auf 286 kommunale Mandate in 145 schwedischen Gemeinden.

### Reichstagswahl 2010
Bei der Reichstagswahl am 19. September 2010 erhielt die SD 5,7 % der Wählerstimmen. Sie entsandte damit 20 Abgeordnete in den Reichstag.

### Europawahl 2014
Bei der Europawahl 2014 zog die SD erstmals ins Europäische Parlament ein. Sie erhielt 9,7 % der Stimmen und damit zwei Abgeordnete. Diese schlossen sich der Fraktion Europa der Freiheit und der direkten Demokratie an.

### Reichstagswahl 2014
Bei der Reichstagswahl am 14. September 2014 erhielt die SD 12,9 % der Wählerstimmen und 49 Reichstagsmandate. Besonders stark schnitten die Schwedendemokraten in der südschwedischen Provinz Skåne län ab; stimmenstärkste Partei wurde sie in den dortigen Gemeinden Sjöbo und Hörby.

### Reichstagswahl 2018

Stimmenstärkste Parteien bei der Reichstagswahl 2022 nach Wahlkreisen (links) und Kommunen (rechts):

Bei der Reichstagswahl am 9. September 2018 erhielt die SD 17,53 % der abgegebenen Stimmen und 62 der 349 Abgeordnetenmandate.
In etwa 30 Wahlkreisen in Südschweden, vor allem in der südschwedischen Provinz Skåne län, erhielt die SD prozentual die meisten Stimmen:

### Europawahl 2019
Bei der Europawahl in Schweden 2019 erhielt die SD 15,34 % der Stimmen und errang drei Abgeordnetenmandate. Diese schlossen sich der Fraktion Europäische Konservative und Reformer an.

### Reichstagswahl 2022
Bei der Wahl am 11. September 2022 wurden die Schwedendemokraten mit 20,5 % der Stimmen zweitstärkste Kraft und errangen 73 von 349 Abgeordnetenmandate.

### Wahlergebnisse
| Jahr | Wahl                | Stimmen   | %      | Sitze  |
| ---- | ------------------- | --------- | ------ | ------ |
| 1988 | Reichstagswahl 1988 | 1.118     | 0,0 %  | 0/349  |
| 1991 | Reichstagswahl 1991 | 4.887     | 0,1 %  | 0/349  |
| 1994 | Reichstagswahl 1994 | 13.954    | 0,3 %  | 0/349  |
| 1998 | Reichstagswahl 1998 | 19.624    | 0,4 %  | 0/349  |
| 1999 | Europawahl 1999     | 8.568     | 0,3 %  | 0/22   |
| 2002 | Reichstagswahl 2002 | 76.300    | 1,4 %  | 0/349  |
| 2004 | Europawahl 2004     | 28.303    | 1,1 %  | 0/19   |
| 2006 | Reichstagswahl 2006 | 162,463   | 2,9 %  | 0/349  |
| 2009 | Europawahl 2009     | 103.584   | 3,3 %  | 0/19   |
| 2010 | Reichstagswahl 2010 | 339.610   | 5,7 %  | 20/349 |
| 2014 | Europawahl 2014     | 359.248   | 9,7 %  | 2/20   |
| 2014 | Reichstagswahl 2014 | 801.178   | 12,9 % | 49/349 |
| 2018 | Reichstagswahl 2018 | 1.135.627 | 17,5 % | 62/349 |
| 2019 | Europawahl 2019     | 636.877   | 15,3 % | 3/20   |
| 2022 | Reichstagswahl 2022 | 1.330.325 | 20,5 % | 73/349 |
| 2024 | Europawahl 2024     | 552.920   | 13,2 % | 3/21   |